# Ligne Keiō Inokashira
La ligne Keiō Inokashira (京王井の頭線, Keiō Inokashira-sen) est une ligne ferroviaire de la compagnie privée Keiō à Tokyo au Japon. D'une longueur de 12,7 km, elle relie Shibuya à Kichijōji. La ligne Keiō Inokashira est la seule ligne du réseau Keiō à utiliser un écartement de 1,067 m (1,372 m pour les autres lignes).

## Histoire
La ligne Inokashira a été inaugurée en 1933 et complétée en 1934. Elle appartenait alors au Chemin de fer électrique Teito (帝都電鉄, Teito Dentetsu) avant d'être reprise par la compagnie Keiō après la Seconde Guerre mondiale.

## Caractéristiques

### Ligne
- longueur : 12,7 km
- écartement des voies : 1 067 mm
- nombre de voies : double voie
- électrification : 1 500 Vcc

### Tracé
|  |

### Liste des gares
La ligne comporte 17 gares, numérotées de IN-01 à IN-17.
| Numéro | Gare              | Nom japonais | Distance (km) | Correspondances | Localisation |
| ------ | ----------------- | ------------ | ------------- | --- | ------------ |
| IN-01  | Shibuya           | 渋谷         | 0             | JR East : Saikyō, Shōnan-Shinjuku, Yamanote Tōkyū : Den-en-toshi, Tōyoko Tokyo Metro : Hanzōmon, Fukutoshin, Ginza | Shibuya      |
| IN-02  | Shinsen (ja)      | 神泉         | 0,5           | | Shibuya      |
| IN-03  | Komaba-Todaimae   | 駒場東大前   | 1,4           | | Meguro       |
| IN-04  | Ikenoue           | 池ノ上       | 2,4           | | Setagaya     |
| IN-05  | Shimo-Kitazawa    | 下北沢       | 3,0           | Odakyū : Odawara                                                                                                   | Setagaya     |
| IN-06  | Shin-Daita        | 新代田       | 3,5           | | Setagaya     |
| IN-07  | Higashi-Matsubara | 東松原       | 4,0           | | Setagaya     |
| IN-08  | Meidaimae         | 明大前       | 4,9           | Keiō : Keiō | Setagaya     |
| IN-09  | Eifukuchō         | 永福町       | 6,0           | | Suginami     |
| IN-10  | Nishi-Eifuku      | 西永福       | 6,7           | | Suginami     |
| IN-11  | Hamadayama        | 浜田山       | 7,5           | | Suginami     |
| IN-12  | Takaido           | 高井戸       | 8,7           | | Suginami     |
| IN-13  | Fujimigaoka       | 富士見ヶ丘   | 9,5           | | Suginami     |
| IN-14  | Kugayama          | 久我山       | 10,2          | | Suginami     |
| IN-15  | Mitakadai         | 三鷹台       | 11,2          | | Mitaka       |
| IN-16  | Inokashira-kōen   | 井の頭公園   | 12,1          | | Mitaka       |
| IN-17  | Kichijōji         | 吉祥寺       | 12,7          | JR East : Chūō, Chūō-Sōbu                                                                                          | Musashino    |

## Matériel roulant
La série 1000 circule depuis 1996. La série 3000 a circulé de 1962 à 2011.

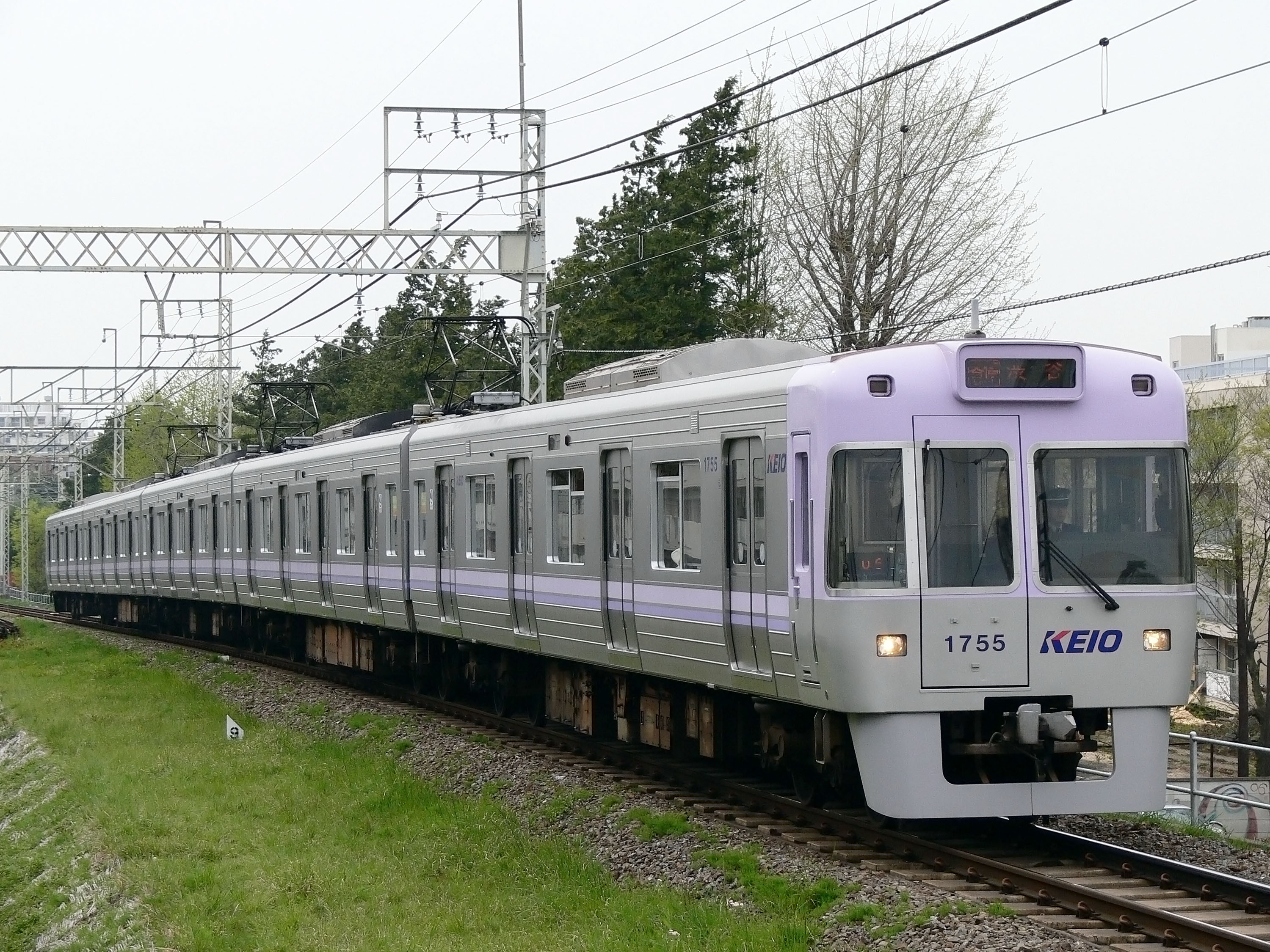
Keio série 1000
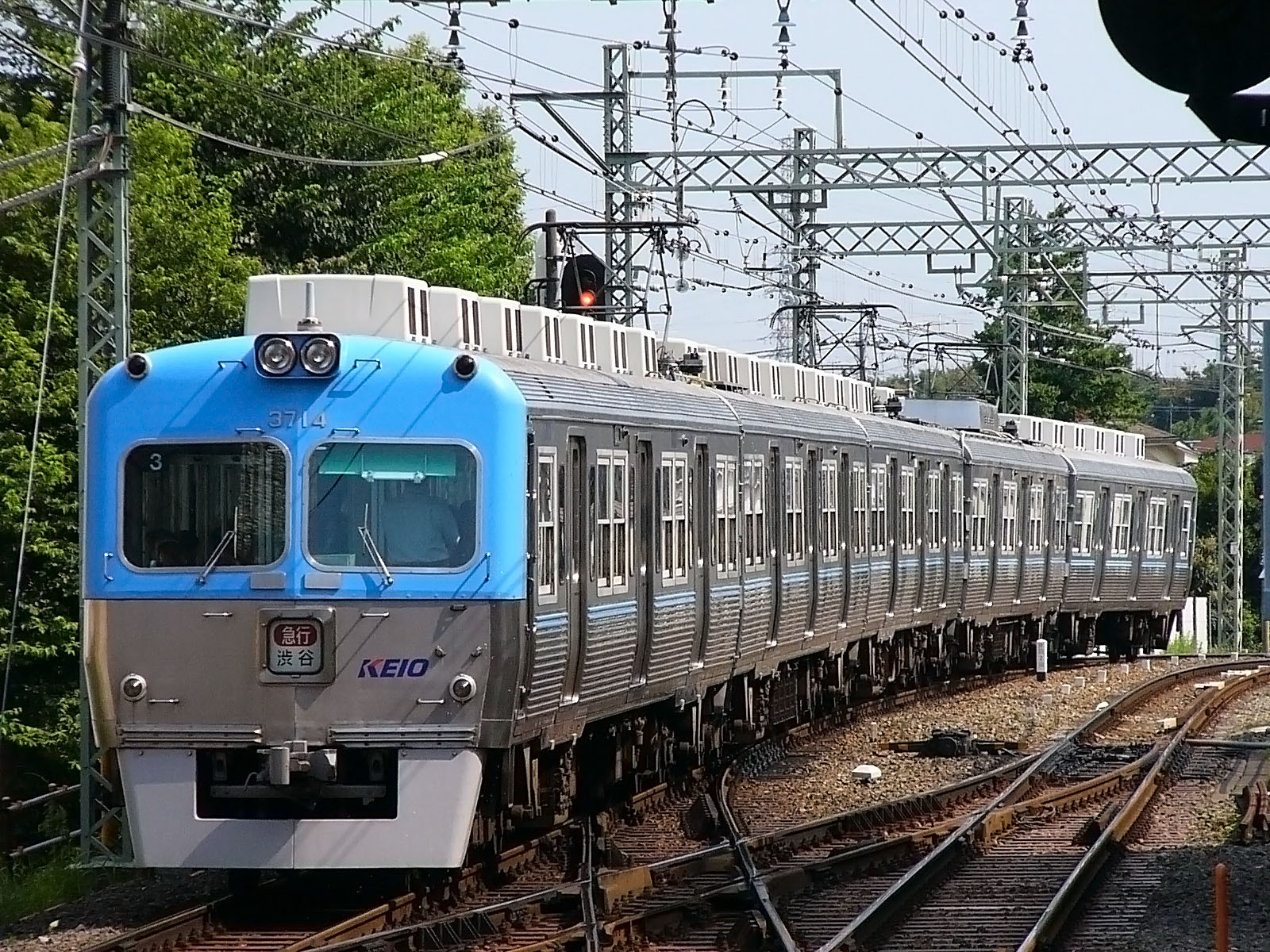
Keio série 3000